# Soubakaniédougou
Soubakaniédougou ist sowohl eine Gemeinde (französisch commune rurale) als auch ein dasselbe Gebiet umfassendes Departement im westafrikanischen Staat Burkina Faso, in der Region Cascades und der Provinz Comoé. Die Gemeinde hat in 14 Dörfern 27.945 Einwohner.